# لابان ۸۵۳۹
سیارک ۸۵۳۹ (به انگلیسی: 8539 Laban، نامگذاری:1993FT32) هشت هزار و پانصد و سی و نهمین سیارک کشف شده‌است که در ۱۹ مارس ۱۹۹۳ کشف شد.
قدر مطلق سیارک برابر ۱۲٫۹۰ است.